# Fehrbacher Wasserturm
Der Fehrbacher Wasserturm wurde in den 1950er Jahren in Fehrbach, einem jetzigen Ortsteil von Pirmasens, errichtet und diente der Wasserversorgung in der Stadt.

## Standort
Der Turm befindet sich im namensgebenden Pirmasenser Stadtteil Fehrbach. Der Standort liegt an der höchsten Stelle des Ortes, direkt an der B 10.

## Bauwerk
Die Baukosten des Wasserturms beliefen sich im Jahre 1958 auf 300.000 DM, zuzüglich Investitionskosten von 150.000 DM für die notwendige Verstärkung der Wasserleitung nach Gersbach. Die Finanzierung erfolgte unter anderem mit 50.000 DM Eigenmitteln, Zuschüssen und Darlehen des Zweckverbandes „Wasserwerke der Felsalbgruppe“, des Bundeslandes Rheinland-Pfalz, des Regionalverbandes und der Kreissparkasse Pirmasens.
Der Turm ist 31 m hoch, und der Außendurchmesser am oberen Teil beträgt 15,60 m. Das Gesamtgewicht liegt bei 2000 t. Der Turm ragt bis auf 440 m über dem Meeresspiegel. Zwei ringförmig angelegte Behälter haben ein Fassungsvermögen von 800 m³. Zur Plattform und zur Kuppe, die bei gutem Wetter einen Rundumblick über Fehrbach und die übrige Pfalz bieten, führen 173 Treppenstufen. Das Relief einer Quellnymphe ziert den Eingang, es wurde von Karl Heinrich Emanuel gefertigt.

## Versorgungsgebiet
Der Wasserturm versorgte neben Fehrbach zusätzlich die Stadtteile Hengsberg  und Windsberg  sowie die umliegenden Ortsgemeinden Petersberg einschließlich Staffelhof, Höheischweiler und Nünschweiler einschließlich Dusenbrücken und Huberhof.

## Geschichte
Der Bau des Wasserturms wurde in den 1950er Jahren notwendig, um den erhöhten Wasserbedarf durch die steigenden Einwohnerzahlen der Gemeinden zu decken. Durch den höheren Verbrauch traten Anfang der 1950er Jahre Versorgungsschwierigkeiten und bei hohen Temperaturen Probleme bei der Feuerlöschsicherheit auf. 1956 begann die Projektierung eines neuen Wasserhochbehälters. Der Standort wurde neben dem bereits existierenden Reservoir ausgewählt.
Ein Architektenwettbewerb wurde ausgelobt und Bodenuntersuchungen durchgeführt. Diese zeigten, dass erst in 16 m Tiefe Kalksandstein zu finden ist, welcher die notwendige Grundfestigkeit besitzt. Den Architektenwettbewerb konnte der Pirmasenser Regierungs-Baumeister Max Brunner für sich entscheiden. Sein Vorschlag erhielt von einem Preisgericht am 8. März 1957 den ersten Preis. Den Bauzuschlag erhielt die Firma Theisinger und Probst. Für die Statik war Fritz König aus Steinalben verantwortlich. Die Einweihung des Wasserturms erfolgte am 26. Juli 1958. Die Einweihung wurde von einer großen Menschenmenge bei strahlendem Sonnenschein an einem Samstagmorgen verfolgt. Fahnen wurden gehisst, auf der Galerie spielte der Winzler Posaunenchor und auf einem geschmückten Podium der Fehrbacher Kinderchor. Zur feierlichen Inbetriebnahme des lebenswichtigen Bauwerks waren Gäste aus nah und fern erschienen.
In den Folgejahrzehnten fand eine Modernisierung der Wasserversorgung statt. Zugleich verringerte sich deren Bedarf. Auf diese Weise wurde der Turm, der zuletzt Eigentum der Stadtwerke Pirmasens war, zunehmend entbehrlich. Dies führte zu seiner Stilllegung Ende 2015. Entsprechend wird sein Abriss in Erwägung gezogen. Noch Anfang 2013 war in Erwägung gezogen worden, ihn anlässlich des in Pirmasens stattfindenden Rheinland-Pfalz-Tags beleuchten zu lassen und ihn entsprechend zu sanieren.